# Catarrhospora
Catarrhospora — рід грибів родини Lecideaceae. Назва вперше опублікована 1994 року.

## Класифікація
До роду Catarrhospora відносять 2 види:
- Catarrhospora mira
- Catarrhospora splendida